# Nationaal park Koronia Volvi
Nationaal park Koronia Volvi (Grieks:  Εθνικό Πάρκο υγροτόπων λιμνών Κορώνειας, Βόλβης και Μακεδονικών Τεμπών, Ethnikó Párko ugrotópon Limnón Koróneias, Vólvis kai Makedonikón Tempón) is een nationaal park in Griekenland aan het begin van het schiereiland Chalkidiki in het departement Thessaloniki. Het park werd opgericht in 2004 en bestaat uit het Koronia-meer, het Volvi-meer en de smalle Rentina-vallei (ook 'Macedonische Tempe' genoemd). Het Volvi-meer is 20 meter diep, 19 kilometer lang en 9,7 tot 12,9 kilometer breed. Het Koronia-meer ligt op 14 kilometer van Thessaloniki, is nog maar één meter diep en heeft te kampen met vervuiling. In 2011 daagde de Europese Commissie Griekenland voor het Europees Hof van Justitie omdat het land het Koronia-meer niet voldoende beschermde. In de meren leven heel wat watervogels, waaronder de ralreiger, de dwergaalscholver en de zeearend.

## Afbeeldingen

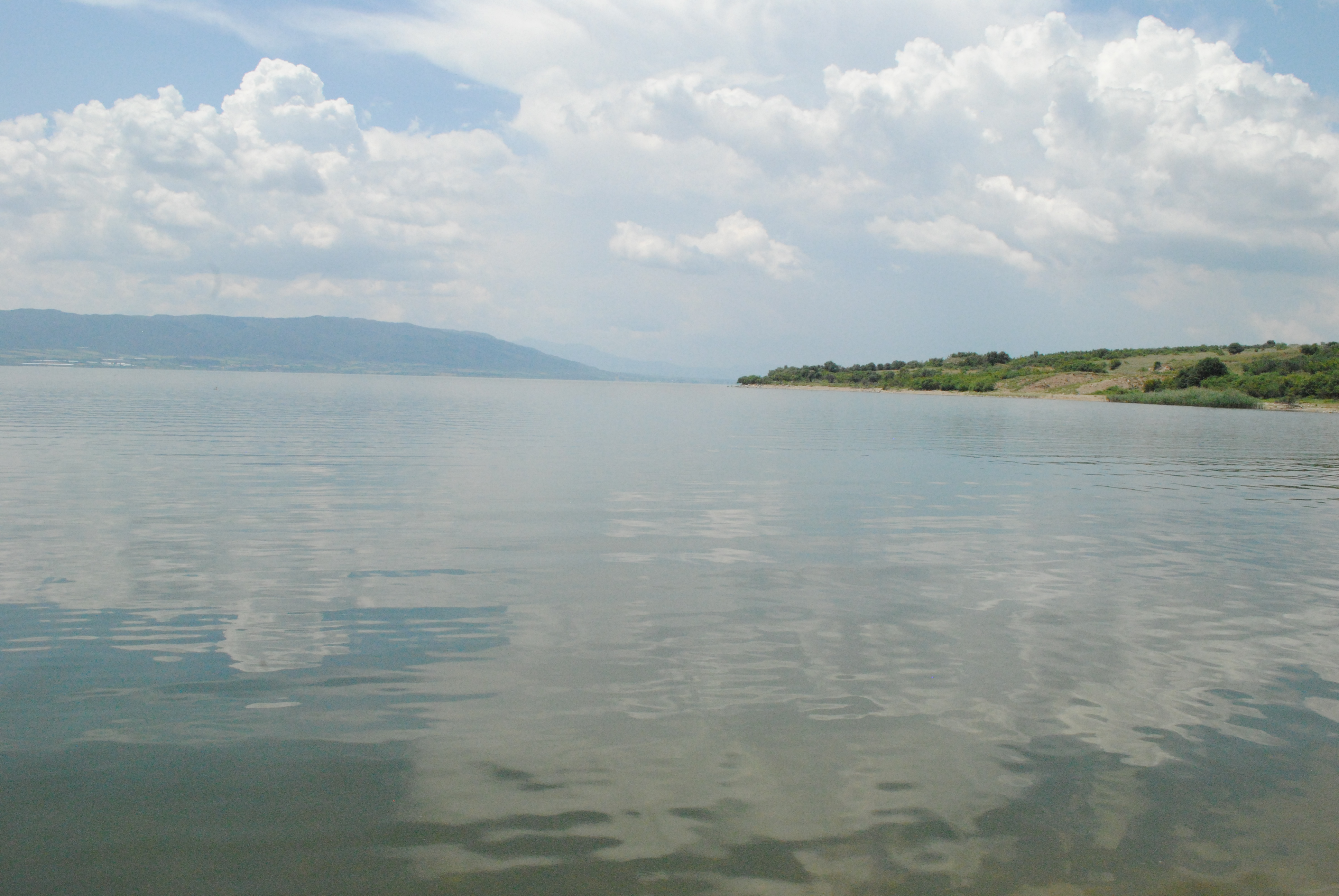
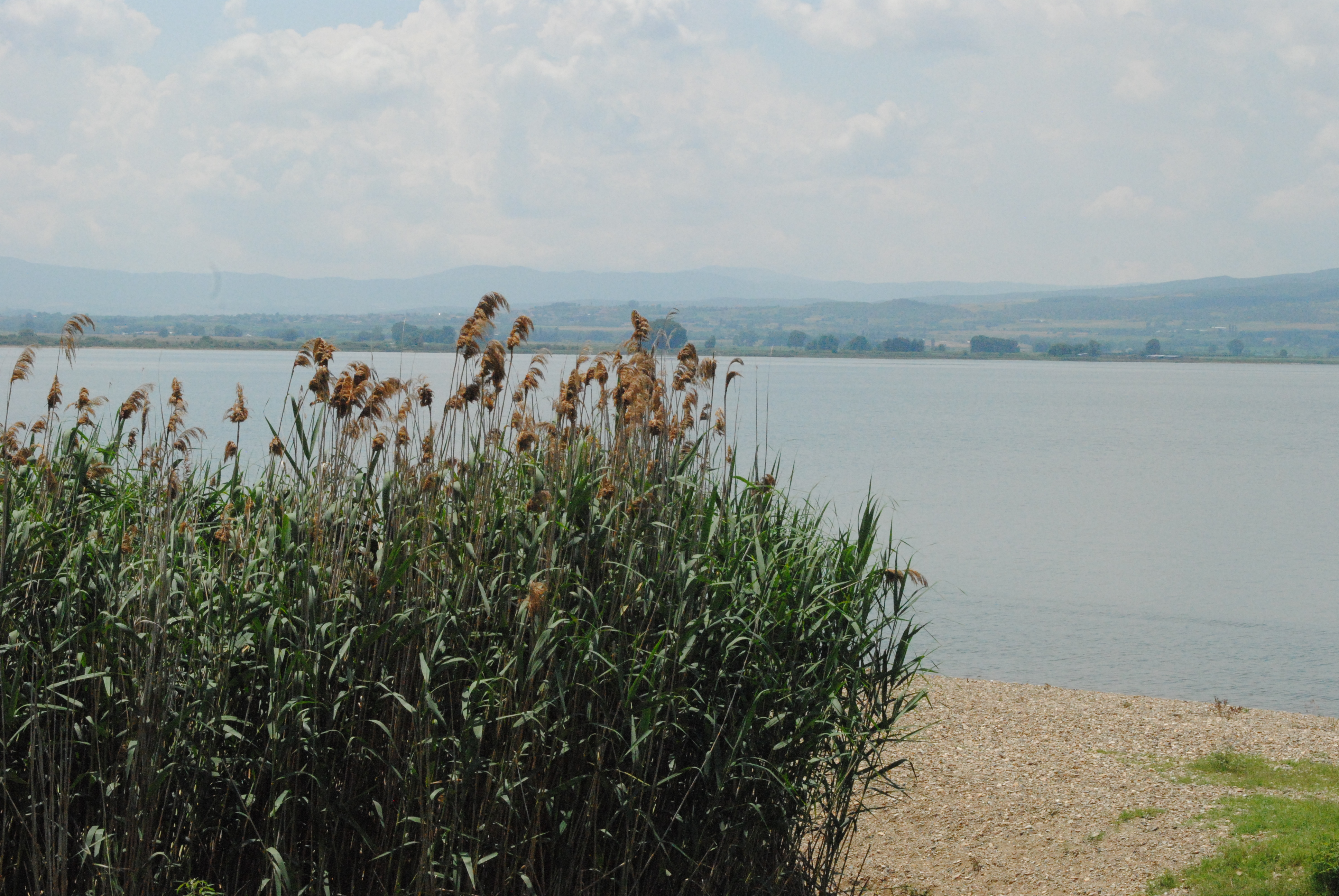
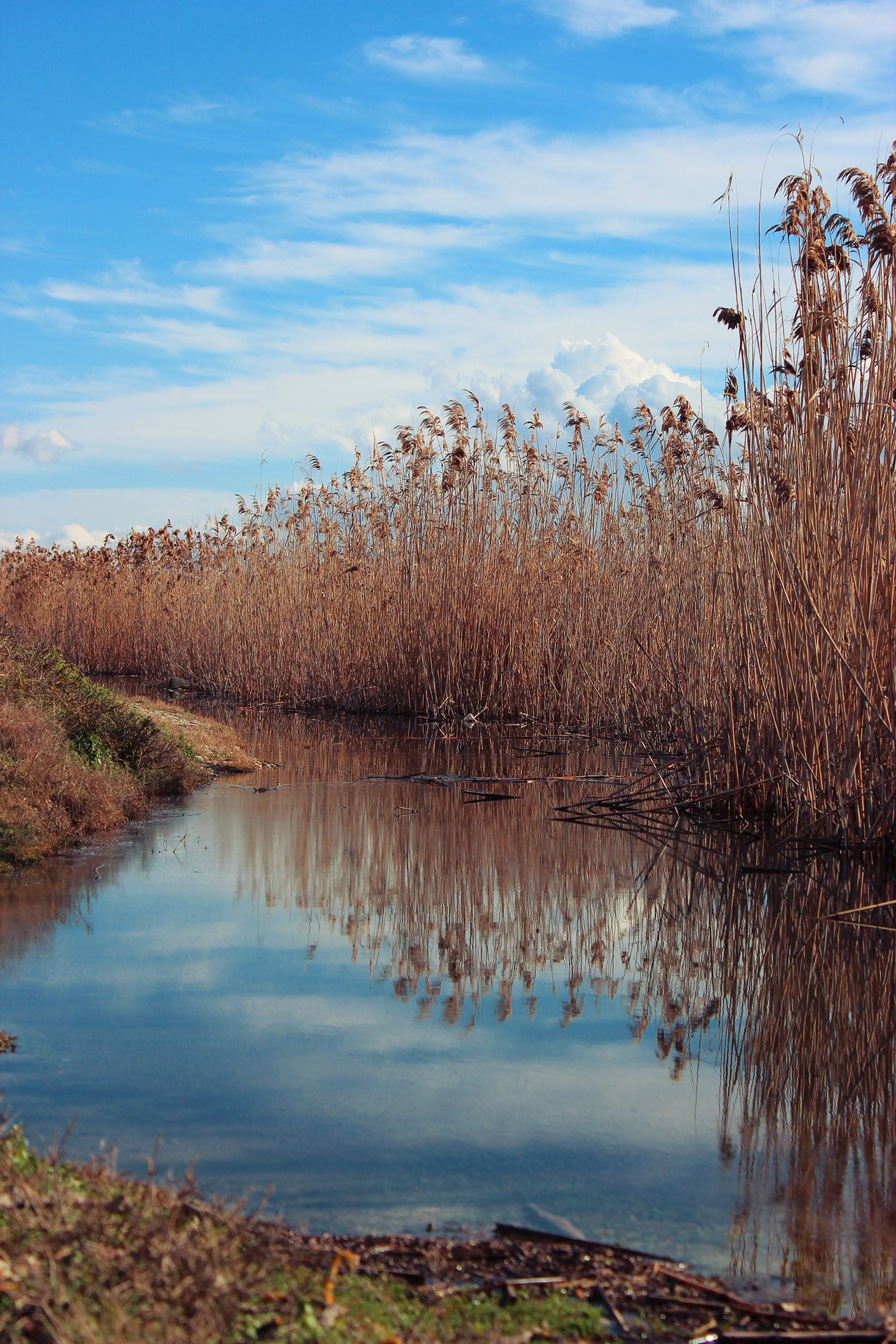
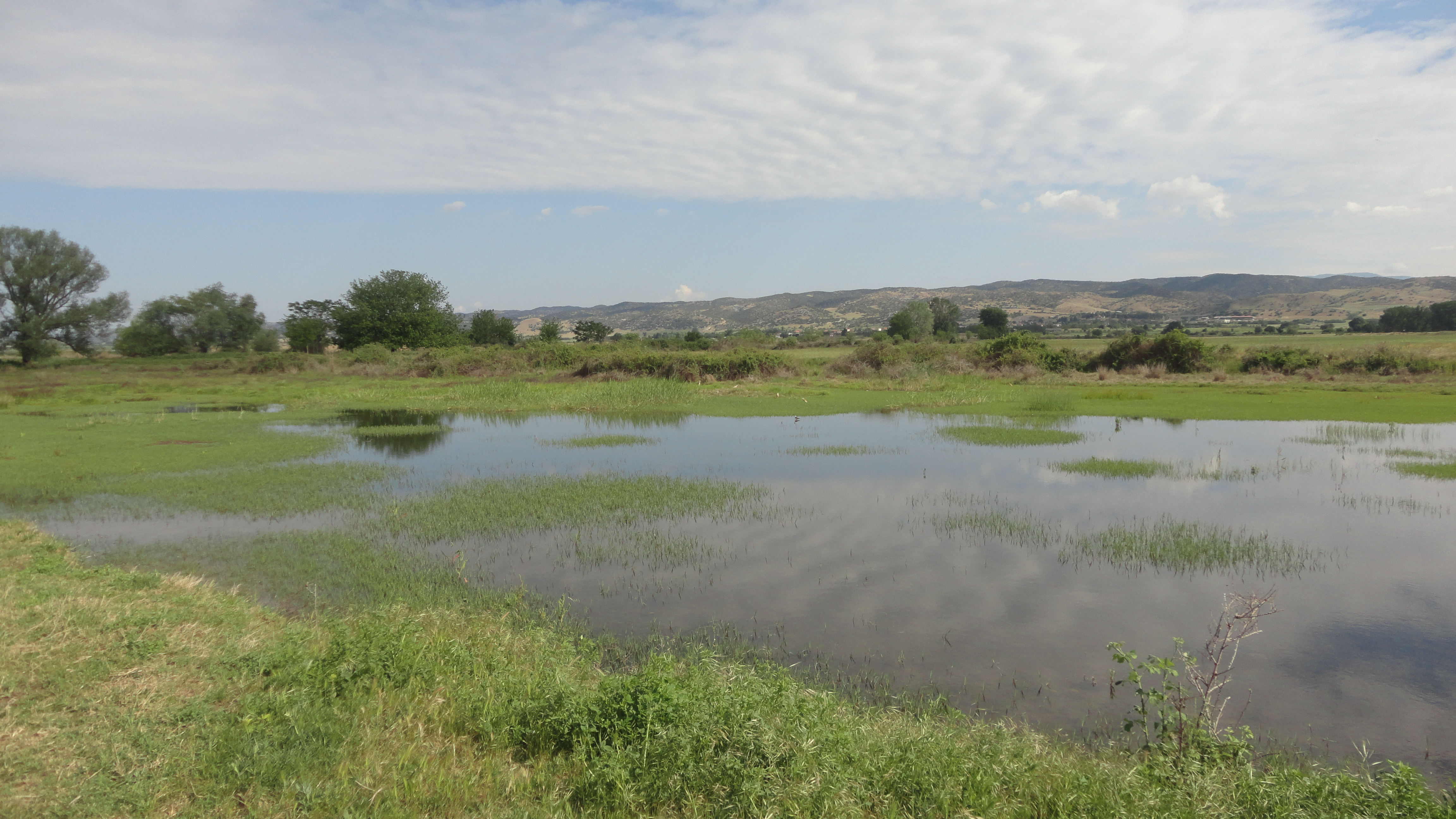